# Lost Stars
Lost Stars és una novel·la de ciència-ficció de Claudia Gray de 2015 que s'estableix en el nou canon de la Space opera de la guerra de les galàxies. La novel·la s'ambienta abans, durant i després dels esdeveniments de La Guerra de les Galàxies (episodi IV: Una nova esperança), L'Imperi contraataca i El Retorn del Jedi, a partir de que l'Imperi Galàctic reforcés el seu control sobre els sistemes de la vora exterior i l'aliança rebel també creix en força. La novel·la narra la història de dos oficials imperials nadius del planeta Jelucan, Ciena Ree i Thane Kyrell, i de la seva participació en la Guerra Civil Galàctica entre l'Imperi Galàctic i l'Aliança Rebel.

## Publicació
La novel·la va ser publicada juntament amb Star Wars: Aftermath el 4 de setembre de 2015, com a part de la iniciativa editorial Journey to Star Wars: The Force Awakens, com preparació per la estrena el 18 de desembre de la setena pel·lícula de la saga, Star Wars: The Force Awakens.
La Batalla de Jakku, una batalla que és primer descrit en els darrers capítols de la novel·la, pot ser experimentada en el videojoc Star Wars Battlefront, com un contingut descarregable lliure que va ser publicat el 8 de desembre de 2015.
El 4 de maig de 2017, LINE Corporation va iniciar una adaptació a internet del manga de la novel·la exclusivament al Japó. Yen Press va anunciar que tenien permís per publicar el manga a nord-americà.

## Trama
L'aristòcrata Thane Kyrell i la vilatana Ciena Ree resideixen al planeta Jelucan, de la vora exterior, on els dos formen una amistat gràcies al seu amor pel vol i l'interès per inscriure's a l'Acadèmia Imperial per convertir-se en pilots de combat TIE. Durant la seva estada a l'Acadèmia Imperial superaven exitosament les classes i eren bons amics, però en un exercici pràctic sobre la construcció d'un canó làser Thane va sofrir un saboteig i es va acusar Ciena. A conseqüència d'això ambdós van ser suspesos en aquesta tasca i van perdre els primers llocs de la classe. Més tard un company els va explicar que la mateixa Acadèmia havia sabotejat el projecte, Thane i Ciena no van posar-se d'acord sobre el motiu perquè l'Acadèmia ho hauria fet.
La relació de Thane i Ciena es va ressentir després d'aquests fets i es va mantenir així fins a la seva graduació de l'Acadèmia Imperial, però es van reconciliar durant la cerimònia de graduació.
Després de la seva graduació, Ciena va ser assignada al Destructor Estelar de Darth Vader, mentre que Thane va ser assignat a l'Estrella de la Mort com a pilot TIE. Tant Thane com Ciena van observar la destrucció d'Alderaan per l'Estrella de la Mort. Tots dos van sobreviure a la destrucció de l'Estrella de la Mort, ja que Thane havia sigut assignat a la investigació de la base rebel a Dantooine i Ciena estava a bord del Destructor, per rescatar a Darth Vader.
Després de la destrucció de l'Estrella de la Mort, Ciena es va retrobar amb Thane en el Destructor Estelar. Més endavant, Thane va deixar l'Imperi després de veure l'esclavitud dels Bodach'i a Kerev Doi. Després de desertar l'Imperi, Thane va anar a Jelucan i Ciena es va reunir amb ell, intentant-lo convèncer-lo de retornar a l'Imperi, però ell s'hi negà.
Posteriorment, Wedge Antillies reclutàThane per a l'Aliança Rebel i més tard, després de la Batalla d'Hoth, Ciena es va adonar compte pel seu estil de pilotatge que Thane s'havia unit a l'Aliança Rebel. Això va provocar-li un dilema a Ciena, ja que tenia sentiments de lleialtat cap a l'Imperi Galàctic i cap a Thane al mateix temps.
Més tard, la mare de Ciena a Jelucan va ser acusada de malversació de fons i Ciena es va demanar una excedència per donar suport a la seva mare durant el judici. Ningú els havia vingut a donar suport, segons esperava la seva tradició, excepte per a la seva sorpresa, Thane. Després del judici, es van separar i no es van reunir fins que l'equip de Thane va ser enviat on es trobava la Segona Estrella de la Mort per reunir informació.
Després de la destrucció de la Segona Estrella de la Mort, Ciena va quedar greument ferida i va estar de baixa mèdica durant un llarg temps. Quan tornà al servei, va ser ascendida a capitana i se li va assignar el comandament d'un Destructor Estelar. Durant la Batalla de Jakku, l'equip de Thane es va encarregar d'infiltrar i capturar el mateix Destructor. Quan Ciena s'adonà que la nau havia estat infiltrada, va ordenar abandonar-la amb la intenció d'estrellar-la al planeta Jakku, per assegurar-se que no caigués a les mans de la Nova República. En aquest moment, Thane va enfrontar a Ciena al pont de la nau. Els dos van tenir una lluita intensa, encara que Thane va sortir victoriós i va salvar les dues vides.
Al final, Ciena és presonera de guerra per part de la Nova República i, més tard, quan Thane la va a visitar, l'hi assegurà que aviat seria alliberada.

## Personatges

### Principals personatges nous
- Thane Kyrell
- Ciena Ree
- Dalven Kyrell
- Ganaire Kyrell
- Oris Kyrell
- Paron Ree
- Verine Ree
- Berisse Sai
- Ved Foslo
- Jude Edivon
- Kendy Idele
- Nash Windrider
- Yendor

### Altres Personatges que apareixen
- Gial Ackbar
- Wedge Antilles
- Lando Calrissian
- Darth Vader
- Princesa Leia
- Mon Mothma
- Emperador Palpatine
- Grand Moff Wilhuff Tarkin
- Mace Windu

### Altres personatges esmentats
- Mas Amedda
- Obi-Wan Kenobi
- Bail Organa
- Wynnet Ree
- Luke Skywalker
- Han Solo

## Recepció
Lost Stars ha rebut una acollidora positiva dels fans de Star Wars. El 29 de novembre de 2015, el títol tenia una qualificació mitjana global de 4,7 sobre 5 estrelles a Amazon.com, amb 423 ressenyes i el 83% de revisors amb el títol de 5 estrelles. Molts crítics van valorar el títol favorablement en comparació amb Aftermath, que també es va llançar com a part de la iniciativa Journey to the Force Awakens. La ressenya millor valorada diu: "L'autor fa un treball fantàstic d'inventar la seva pròpia història mentre la inserta perfectament en la narrativa de Star Wars. Crea dos personatges interessants d'un nou planeta i cultura únic. I després ens trasllada a les seves vides des de la primera vegada que es reuneixen als vuit anys fins al període poc després d'El retorn dels Jedi quan estan ben entrats en els vint anys. Proporcionen una perspectiva única i refrescant sobre Star Wars, que ens dona una idea de com seria ser part de l'Imperi quan Alderaan va ser destruït i el difícil que pot ser equilibrar el deure amb allò que és correcte. Coneixem nous personatges i vells favorits en escenes que tenen substància real i no només com a servei per al fan. Veiem que la relació entre Thane Kyrell i Ciena Ree creix i evoluciona al llarg dels anys i les probabilitats insalvables. És Star Wars, però és més que això. És una història totalment nova que aprofondeix més enllà del que hem vist abans a la pantalla."